# Tobiano

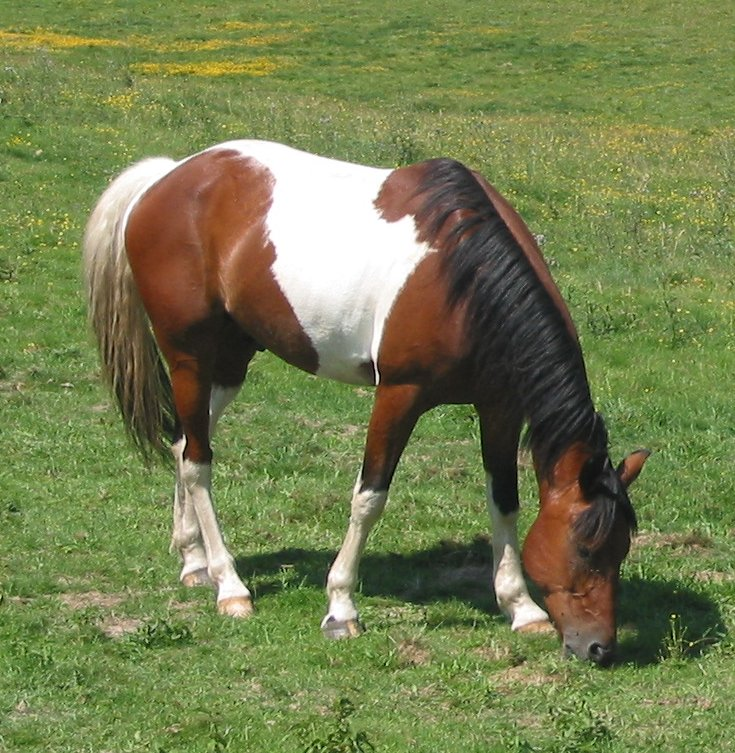
Platenbont bij paarden

Tobiano, ook wel bekend als platenbont, is een witpatroon bij paarden dat kan voorkomen op alle kleuren. Het paard wordt ermee geboren en het witpatroon blijft het gehele leven hetzelfde. Tevens komt tobiano vaak voor in combinatie met andere witpatronen, een voorbeeld daarvan is tovero, een combinatie van tobiano met overo.

## Geschiedenis
Het witpatroon dankt zijn naam aan de bevrijding van Buenos Aires in de negentiende eeuw door een cavaleriedivisie geleid door een zekere Braziliaanse generaal Tobias. Hij en zijn troepen reden op bonte Braziliaanse paarden met tobianopatroon. Deze kleur kwam zelden voor in Argentinië en werd onderverdeeld bij alle andere witpatronen. Aangezien het in Argentinië de gewoonte is om ongewone kleuren te vernoemen naar paarden of personen waarmee ze geassocieerd worden, werd de connectie tussen Tobias en deze bonte paarden snel gemaakt en zo kwamen de tobiano’s aan hun naam.

## Verspreiding
Het tobianopatroon komt voor bij heel veel rassen over de hele wereld, van mini tot grote koudbloed. Er zijn echter ook veel rassen waarbij tobiano niet toegestaan is (de Welsh pony bijvoorbeeld).
Tobiano is een dominant gen, dat wil zeggen dat er maar één gen doorgegeven hoeft te worden om zich te kunnen uiten. Paarden die homozygoot zijn voor tobiano kun je meestal herkennen aan kleinere, meestal ronde vlekjes (pawprints) die ze naast de grote vlekken hebben.

## Kenmerken
Er zijn verschillende kenmerken waaraan tobiano's herkend kunnen worden maar ze hoeven niet over elk van deze kenmerken te beschikken.
- Wit loopt over de rug.
- Witte benen, meestal alle vier ten minste tot de hak en knie.
- De staart is meestal wit met een gekleurd puntje aan het uiteinde van de staartwortel.
- De randen van de aftekeningen zijn scherp, soms loopt op de huid onder de witte haren door nog een randje van gekleurd pigment waardoor het lijkt alsof de vlek een schaduw heeft.
- Géén blauwe ogen.
- Gekleurde vlek op de borst en in de flanken.
- Kleine gekleurde vlekjes op de onderbenen met name bij de hoeven.
- Aftekeningen op het hoofd worden niet door het tobiano-patroon veroorzaakt.

## Vlekloze tobiano
Soms komt het voor dat de vlekken zich niet uiten terwijl het paard wél tobiano is, dit wordt ook wel Slipped tobiano genoemd. Vaak kun je deze paarden herkennen doordat ze veel wit aan de benen hebben maar weinig wit of geen wit aan het hoofd. Iets wat eigenlijk niet voorkomt bij andere paarden, paarden met weinig wit op het hoofd hebben ook weinig wit aan de benen en andersom.
Deze paarden kunnen echter wel weer een vlekkenpatroon doorgeven wat soms voor verbazing kan zorgen wanneer men denkt twee eenkleurige paarden te kruisen en er toch een gevlekt veulen geboren wordt.
Ook is het bij tobiano mogelijk dat het paard enkel een gekleurd hoofd heeft terwijl de rest van het lichaam wit is, dit wordt vaak moroccan genoemd. Dit kan verward worden met het medicine hat-patroon, maar dat komt alleen voor bij sabino en overo. Wanneer een tobiano toch het medicine hat-patroon vertoond zal er sprake zijn van tovero en is een van de ouders overo gevlekt of ook tovero.